# Olympique Grande-Synthe
Olympique Grande-Synthe Football (phát âm tiếng Pháp: [ɔlɛ̃pik ɡʁɑ sɛ̃t]; thường được gọi là OGS hoặc đơn giản là Grande-Synthe) là một câu lạc bộ bóng đá Pháp có trụ sở tại Grande-Synthe trong khu vực Nord-Pas-de-Calais. Câu lạc bộ được thành lập vào năm 1963 và là một phần của câu lạc bộ thể thao bao gồm một số môn thể thao khác. Câu lạc bộ được biết đến là điểm khởi đầu cho sự nghiệp của thủ môn Rémy Vercoutre, trung vệ Jose-Karl Pierre-Fanfan, và tiền vệ Geoffrey Dernis.